# Раев, Султан Акимович
Раев Султан Акимович — киргизский государственный деятель и писатель. Генеральный секретарь ТЮРКСОЙ.
Министр культуры Кыргызской Республики (2005—2010; 2013—2014), заслуженный деятель культуры Кыргызской Республики (2009), Народный писатель Кыргызской Республики (2011), лауреат государственной премии им. Токтогула (2007). Советник государственной службы КР 2 класса, член Союза писателей Евразии.

## Биография
Султан Раев родился 13 июля 1958 года в селе Жоош Ошской области, Кыргызской Республики.
Окончил Киргизский национальный университет, специальность — журналистика.

### Трудовая деятельность
1984—1989 гг. — Корреспондент газеты «Кыргызстан маданияты».
1989—1991 гг. — Заместитель главного редактора газеты «Асаба».
1991—2002 гг. — Главный редактор газеты «Кыргыз Руху».
1994 г. — Стажёр Канзасского университета (США), факультет журналистики и общественных коммуникаций.
2002—2004 гг. — Заместитель министра образования и культуры КР.
2002—2004 гг. — Политический обозреватель радио «Свобода», президент Общественного Фонда поддержки культуры и искусства.
2005 г. — Председатель Государственной комиссии при Правительстве КР по развитию культуры.
Октябрь 2005 г. — Министр культуры КР.
2009—2010 гг. — Глава Госагентства по развитию культуры при Правительстве КР.
Июнь 2010 г. — советник президента КР.
С марта 2012 — советник премьер-министра Кыргызской Республики.
7 марта 2013 года — 4 апреля 2014 года — министр культуры, информации и туризма
20 мая 2015 года — по настоящее время — советник премьер-министра Кыргызской Республики
31 марта 2022 года - по настоящее время - генеральный секретарь Международной организации тюркской культуры (ТЮРКСОЙ).

## Заслуги и награды
- Орден «Данакер» (26 августа 2023 года) — за существенный вклад в развитие социально-экономического, интеллектуального и культурного потенциала Кыргызской Республики, большие достижения в профессиональной деятельности, а также в связи с Днём независимости Кыргызской Республики[2][3].
- Народный писатель Кыргызской Республики (31 октября 2011 года) — за вклад в развитии культуры и искусства республики, многолетний плодотворный труд[4]
- Заслуженный деятель культуры Кыргызской Республики (23 января 2009 года) — за вклад в социально-экономическое развитие Кыргызстана, заслуги в развитии регионов республики[5]
- Грамота Кыргызской Республики (4 ноября 1994 года) — за активную и плодотворную работу в области журналистики[6]
- Юбилейная медаль «Манас-1000» (8 сентября 1995 года) — за активное участие в пропаганде и освещении 1000-летия эпоса «Манас» в средствах массовой информации[7]
- Государственная премия Кыргызской Республики имени Токтогула (30 января 2007 года) — за спектакль «Ханышанын коз жашы»[8]
- Офицер ордена Заслуг (20 августа 2025 года, Венгрия)[9]
- Медаль Туркменистана «Magtymguly Pyragynyň 300 ýyllygyna» (11 октября 2024 года, Туркменистан) — за научные исследования, которые вносят существенный вклад в развитие национальной культуры, особые заслуги в деле возрождения культурного наследия и искони духовных ценностей туркменского народа, изучения, бережного сохранения, популяризации и донесения до грядущих поколений творчества поэта-классика туркменской литературы и великого мыслителя Махтумкули Фраги, наращивания культурных связей независимого нейтрального Туркменистана с другими государствами мира и международными организациями, сближения и обогащения культур, укрепления между народами уз дружбы и сотрудничества в эру Возрождения новой эпохи могущественного государства, а также по случаю 300-летия туркменского поэта-классика Махтумкули Фраги[10]
- Памятный знак Туркменистана «Magtymguly Pyragynyň 300 ýyllygyna» (11 октября 2024 года, Туркменистан) — за особые заслуги в изучении и популяризации в мире творческого наследия великого мыслителя и поэта Махтумкули Фраги, наращивании отношений с независимым нейтральным Туркменистаном, укреплении между народами уз дружбы, братства и сотрудничества в эру Возрождения новой эпохи могущественного государства, а также по случаю 300-летия туркменского поэта-классика Махтумкули Фраги[11]
- Профессор Казахского института экономики и консалтинга (2007)
- Государственный советник государственной службы КР 2 класса
- Премия Ленинского комсомола Киргизской ССР
- Премия имени Токтоболота Абдумомунова
- Премия «Золотая роза»
- Золотая медаль «Чингизхан»
- Золотая медаль Международного Фонда «Ататюрк»
- Международной премия «Дэниель»
- Премия Ломоносова российской Академии проблем безопасности, обороны и правопорядка в области искусств
- Орден «За вклад в культуру 1 степени» Международной Академии культуры и искусств
- Межгосударственная премия СНГ «Звёзды Содружества» за 2009 год[12]
- Грамота Содружества Независимых Государств (3 сентября 2011 года) — за активную работу по укреплению и развитию Содружества Независимых Государств[13]

### Постановки;
В 2023 году на сцене Иссык-Кульского театра имени К. Жантошева был поставлен спектакль по повести Султана Раева "Мальчик державщий в руках солнце", режиссер спектакля Карыпбаев Уланмырза.